# Rana chensinensis
Espèce
Statut de conservation UICN

 LC  : Préoccupation mineure
Rana chensinensis est une espèce d'amphibiens de la famille des Ranidae.

## Répartition
Cette espèce se rencontre entre 600 et 4 000 m d'altitude en Asie de l'Est, :
- en République populaire de Chine au Sichuan, au Gansu, au Shaanxi, au Shanxi, au Henan, au Hebei, au Liaoning, au Jilin, au Heilongjiang, au Níngxià et en Mongolie-Intérieure ;
- dans l'est de la Mongolie.

## Taxinomie
La description scientifique est l'œuvre du père David, un missionnaire naturaliste, qui la trouva le 19 novembre 1872, à plus de 1000 m d'altitude, à Gujiapo (谷家坡), lors d'une exploration des monts Qinling (秦岭) dans le Shaanxi.

## Divers
Les oviductes disséqués de Rana chensinensis sont un exemple de préparations courantes vendues en médecine chinoise.

## Publication originale
- David, 1875 : Journal de mon Troisième Voyage d'Exploration dans l'Empire Chinoise, vol. 1, Paris, Hachette, p. 1-383 (texte intégral).